# Listă de formații alternative rock
Aceasta este o listă de formații alternative-rock.

## 0–9
- +44[1]
- 3 Colours Red
- 3 Doors Down
- 30 Seconds to Mars[2]
- 10,000 Maniacs
- 13 Engines
- 1990s
- 21 Pilots
- 311
- 4 Non Blondes
- 54-40
- 78violet
- 7 Year Bitch[3]
- 12 Stones[4]
- The 1975[5]

## A
- A
- A Rocket to the Moon
- A Silent Film
- Aaroh
- The Academy Is...[6]
- Acceptance
- Adorable[7]
- A Day To Remember
- The Afghan Whigs
- AFI
- After Midnight Project
- Against Me![8]
- Age of Chance
- Air Traffic
- Air (French band)[9]
- The Airborne Toxic Event
- The Alarm
- Alice in Chains
- Alkaline Trio[10]
- The All-American Rejects
- All Time Low
- Alpha Rev
- Alphaville
- Alt-J[11]
- Alternosfera
- The American Analog Set
- American Hi-Fi[12]
- American Music Club
- Tori Amos
- Amp
- Amplifier
- The Amps
- Anarbor
- Anberlin
- Andrew Jackson Jihad
- Angels & Airwaves
- Animal Collective
- APB[13]
- Apparatjik
- The Apples in Stereo
- Arcade Fire[14]
- Archers of Loaf
- Architecture in Helsinki[15]
- Arctic Monkeys
- Armor for sleep
- Army of Anyone
- As Tall As Lions
- Ash
- Asian Kung-Fu Generation
- Richard Ashcroft
- The Asteroids Galaxy Tour
- At the Drive-In
- The Ataris
- Athlete
- Atom Smash[16]
- Atlas Genius[17]
- Audioslave
- Augustana
- The Auteurs
- Autolux
- Melissa Auf der Maur
- Augie March
- Avenged Sevenfold
- Awolnation
- Ayurveda
- Aztec Camera
- AP3

## B
- Babes in Toyland
- Babyshambles
- Bad Books
- The Badgeman
- Badly Drawn Boy
- Bailter Space
- Band of Horses
- Band of Skulls
- Band of Susans
- Barenaked Ladies
- Lou Barlow
- Bastille
- Bauhaus
- Bayside
- BB Gabor
- Beady Eye
- Beangrowers
- Beastie Boys
- Beat Happening
- Beck
- Bedhead
- Before Their Eyes
- Belle & Sebastian
- The Belltower
- Belly
- Ben Folds Five
- Ben Kweller
- Better Than Ezra
- Biffy Clyro
- Big Audio Dynamite
- Big Black
- Big Pig
- Bikini Kill
- Billy Talent
- Birdland
- Birds of Tokyo
- Birthmark
- Björk
- Black
- Black Box Recorder
- Black Grape
- The Black Keys
- Black Kids
- Black Light Burns
- Black Rebel Motorcycle Club
- Black Stone Cherry
- Black Veil Brides
- Blake Babies
- Blind Melon
- Blind Pilot[18]
- Blink-182
- Bloc Party
- Blonde Redhead
- Blood Circus
- Blood Red Shoes
- Bloodhound Gang
- Blue October [19]
- Blue Peter
- The Bluebells
- Blumfeld[20]
- Blur
- Bombay Bicycle Club
- Bob hund
- The Boo Radleys
- Boys Like Girls
- Bowling For Soup[21]
- Billy Bragg
- The Border Surrender
- Brand New
- The Bravery
- The Breeders
- Brian Jonestown Massacre
- Bright Eyes
- Broder Daniel[22]
- Broken Bells
- Broken Social Scene
- Ian Brown
- Jeff Buckley
- Buffalo Tom
- Built to Spill
  - Kate Bush[23]
- Bush
- Butthole Surfers
- Bullet For My Valentine[24]

## C
- The Cab
- The Calling[25]
- Caesars
- Cage The Elephant
- Café Tacvba
- Caifanes
- Cake
- Bill Callahan
- Camper Van Beethoven
- Candlebox
- Candy Flip[26]
- Jerry Cantrell
- The Cardigans
- Carina Round
- Carter USM
- Cast[27]
- Catatonia
- Catherine Wheel
- Cat Power
- Cave In
- Cell
- Chevelle
- Chagall Guevara
- Chapterhouse
- The Charlatans
- Vic Chestnutt
- Children of the Anachronistic Dynasty
- Chris Cornell
- Chumbawamba
- The Church
- Cibo Matto
- The Cinematics
- Circa Survive
- Circus Diablo
- Citizen Cope
- The Chills
- CKY
- Class of '99
- The Classic Crime
- Cloud Control[28]
- The Commuters[29]
- Carolina Liar[30]
- Cobra Starship
- Jarvis Cocker
- Cocteau Twins
- Chiodos
- Edwyn Collins
- Coheed and Cambria
- Coldplay[31]
- Cold War Kids
- Collective Soul
- Concrete Blonde
- The Connells
- The Constantines
- Controlled Bleeding
- Julian Cope
- The Coral Sea
- Billy Corgan
- Cornershop
- Elvis Costello
- Counting Crows
- Cowboy Junkies
- Graham Coxon
- Cracker
- Sara Craig
- The Cramps
- The Cranberries
- Crash Test Dummies
- The Creatures
- Creed (band)
- The Cribs
- Crooked Fingers
- Crowded House
- CSS
- The Cult
- The Cure
- Curve
- Cute Is What We Aim For
- Czesław Śpiewa

## D
- The Dandy Warhols
- Daisy Chainsaw[32]
- The Darling Buds
- Das Damen
- The Damned
- Dashboard Confessional
- The Datsuns
- Dave Matthews Band[33]
- Days of the New
- The dB's
- Deacon Blue
- Dead Can Dance
- Dead Letter Circus
- The Dead Milkmen
- Dead Sara[34]
- The Dead Weather
- The Deadly Syndrome
- Deaf Havana
- Deftones[35]
- Death From Above 1979
- Death Cab for Cutie
- The Decemberists
- Deerhoof
- Deerhunter
- Del Amitri
- The Del Fuegos[36]
- The Delgados
- Depeche Mode
- Kevin Devine
- Die Kreuzen
- Ani DiFranco
- Di-rect[37]
- DIIV[38]
- Dinosaur Jr.
- Dinosaur Pile-Up
- Dirty Pretty Things
- Dirty Three
- Disciplina Kičme
- Dishwalla
- Dispatch[39]
- Distortion Mirrors
- Dodgy
- The Dodos
- The Donnas
- Doves
- Drake Bell
- Dramarama
- The Dream Academy
- Dream Syndicate
- Dreams So Real
- Dredg
- Drowners
- The Drums

## E
- Echo & the Bunnymen
- Echobelly
- Editors
- Eels
- Edward Sharpe and the Magnetic Zeros
- Elastica
- Elbow
- Electrasy
- Electronic
- Eleventh Dream Day
- Elizabeth Gillies
- Embrace
- EMF
- Emiliana Torrini
- Enanitos Verdes
- Enter Shikari[40]
- Envy on the Coast[41]
- Erase Errata
- Eraserheads
- Escanaba Firing Line
- Ethyl Meatplow
- Eugenius
- Evans Blue
- Everclear
- Everlast
- Evermore
- Eve's Plum
- Eve 6
- Even
- Every Avenue
- Eyeshine (band)

## F
- Failure
- Faith No More
- Fake Problems
- The Fall
- Fall Out Boy
- Fastbacks
- Fastball
- The Fatima Mansions
- Fearless Vampire Killers
- Feeder
- The Feelies
- The Fiery Furnaces
- Fightstar
- Filter
- Fine Young Cannibals
- Fiona Apple[42]
- Firehose
- Fishbone
- The Flaming Lips
- Fleet Foxes[43]
- Florence and the Machine
- Flyleaf[44]
- Foals[45]
- Folk Implosion[46]
- Foo Fighters
- For Against
- Forest for the Trees
- Forever The Sickest Kids[47]
- Foster the People
- The Frames
- Framing Hanley[48]
- The Fray
- Francesqa
- Frank Black and the Catholics
- Franz Ferdinand
- The Fratellis
- Frente!
- Frightened Rabbit
- Frou Frou
- Front 242
- Fuel
- Fun.
- The Futureheads

## G
- Eric Gaffney
- Charlotte Gainsbourg
- Galaxie 500
- Galt Aureus
- Game Theory
- The Gandharvas
- Garbage
- Gas Huffer
- The Gaslight Anthem
- Gândul Mâței
- Gene
- Gene Loves Jezebel
- Generationals
- Geographer
- Georgia Satellites
- The Get Up Kids
- Ghinzu
- Giant Drag
- Gin Blossoms
- Girl in a Coma[49]
- Glasvegas
- Gnarls Barkley
- The Go-Betweens
- Godspeed You! Black Emperor[50]
- God Lives Underwater
- Golden Palominos
- The Golden Seals
- Gomez
- Good Charlotte[51]
- Goodbye Mr. Mackenzie
- Goo Goo Dolls
- Matthew Good[52]
- Goon Moon
- Goldfinger
- Gorillaz
- Gotye
- Grandaddy
- Grant Lee Buffalo
- Gravity Kills
- Green Day[53]
- Greek Fire (band)
- Green on Red
- Green River
- Grinderman
- Grouplove[54]
- Guadalcanal Diary
- Guided by Voices
- Gumball
- Guster
- Go Radio

## H
- Halestorm
- Half Japanese
- Happy Mondays
- Hard-Fi
- Ben Harper
- P.J. Harvey
- Harvey Danger
- Juliana Hatfield
- Richard Hawley
- Hayden
- Hazen Street
- Heart Line Band
- Helium
- Hellogoodbye
- Hinder
- His Name Is Alive
- The Hives
- Robyn Hitchcock
- Hockey
- The Hold Steady
- Hole
- The Hollow Men
- Hoobastank
- Hoodoo Gurus
- Hot Hot Heat
- Hot Snakes
- The House of Love
- The Housemartins
- Hum
- Human Drama
- Hunter Valentine
- Hunters and Collectors
- Hurricane No. 1[55]
- Hurts
- Hüsker Dü[56]
- Hypnolovewheel

## I
- I Hate Kate
- I Love You but I've Chosen Darkness
- I Mother Earth
- IAMX
- Icon For Hire
- Icicle Works
- Ida Maria
- Idlewild
- James Iha
- Ima Robot
- Imagine Dragons[57]
- Imogen Heap
- Incubus
- Indiago
- The Innocence Mission
- Inspiral Carpets
- Institute
- Interpol
- Into Another
- INXS
- Iron & Wine
- Ivoryline
- Ivy

## J
- Jack Off Jill
- Jack's Mannequin
- Jaguares
- James
- Jane's Addiction
- Jason Mraz
- Jawbox
- The Jesus and Mary Chain
- Jesus Jones
- The Jesus Lizard
- Jet
- Jimmy Chamberlin Complex
- Jimmy Eat World
- Joan Jett
- John Butler Trio
- Johnny Marr[58]
- Jon Spencer Blues Explosion
- Juliette and the Licks
- Julien-K
- The Joy Formidable
- Judybats

## K
- K's Choice
- Kaiser Chiefs
- Kaizers Orchestra
- Kane
- Miles Kane[59]
- Kasabian
- Kent
- Keane
- Kill Hannah
- Killdozer
- The Killers
- Killing Joke
- The Kills
- King Charles[60]
- King Missile
- Kings of Convenience
- Kings of Leon
- Kitchens of Distinction
- Klaxons
- The Kooks
- Kula Shaker
- Kutless

## L
- L7
- Lawson
- LaFee
- Lana Del Rey
- The La's
- Larrikin Love
- The Last Shadow Puppets
- The Lemonheads
- Less Than Jake
- Let's Active
- Letters to Cleo
- The Levellers
- Liars
- The Libertines
- Lifehouse
- Lightning Seeds
- The Lilac Time
- Lilys
- The Limousines
- Linkin Park
- Lit
- Live
- The Living Things
- Lloyd Cole[61]
- Local H
- Jason Loewenstein
- Sinéad Lohan
- Loop
- Lostprophets
- Louis XIV
- Courtney Love
- Love Battery
- Love and Rockets
- Love Spit Love
- Low
- Lower Than Atlantis[62]
- Lucero
- Lucifer
- The Lumineers
- Luna
- Luscious Jackson
- Lush

## M
- Kirsty MacColl
- Mad Season
- Madina Lake
- Madrugada
- Magic Dirt[63]
- Magnapop
- The Maine (band)
- Malfunkshun
- Mallory Knox
- Makethisrelate
- Man or Astro-man?
- Manchester Orchestra
- Mando Diao
- Manic Street Preachers
- Mansun
- Marching Band
- Marcy Playground
- Marina and the diamonds
- Martha and The Muffins
- Mary's Danish[64]
- Hideto Matsumoto
- Matt and Kim
- Matthew Good / Matthew Good Band
- Matthew Sweet
- Material Issue
- Maxïmo Park
- Mayday
- Mayday Parade
- The Mayfield Four
- Mazzy Star
- Holly McNarland
- McFly
- McLusky
- Meat Puppets
- The Mekons
- The Melvins[65]
- Natalie Merchant
- Mercury Rev
- Midnight Oil
- The Mighty Lemon Drops
- The Mills
- Minutemen[66]
- Miracle Legion
- Mission of Burma
- Mission U.K.
- Mobile
- Modern English
- Modest Mouse
- Mogwai
- Moist
- Monaco
- Monoral
- Moonbabies
- Abra Moore
- Moose (band)
- Morning Parade
- Morningwood
- Morphine
- Alanis Morissette[67]
- Morrissey
- Mother Love Bone
- Mother Mother
- Motion City Soundtrack
- Bob Mould
- The Mountain Goats
- Mr Hudson
- Mudhoney
- Shawn Mullins
- Mumford & Sons
- Peter Murphy
- Muse
- The Music
- Mutemath
- My Bloody Valentine
- My Morning Jacket
- My Sister's Machine
- My Chemical Romance

## N
- Nada Surf
- The Naked and Famous
- The National
- Kitchie Nadal
- National Velvet
- Ned's Atomic Dustbin
- The Neighbourhood[68]
- Neon Sarcastic
- Neon Trees[69]
- Nerf Herder
- Neu Electrikk
- Neutral Milk Hotel
- New Found Glory[70]
- New Model Army
- New Order
- New Politics
- New Radicals
- The New Pornographers
- Joanna Newsom
- Nick Cave and the Bad Seeds
- Nickelback
- Nine Black Alps[71]
- Nine Inch Nails
- Nine Lashes
- Nirvana[56]
- No Doubt
- Noori
- Noel Gallagher's High Flying Birds
- Nude
- The Nymphs

## O
- O.A.R.
- Oasis
- The Ocean Blue
- Ocean Colour Scene
- Oceansize
- Odds
- Of Monsters and Men[72]
- Of Montreal
- The Offspring
- Oingo Boingo
- OK Go
- Okkervil River
- Olenka and the Autumn Lovers
- One Ok Rock
- One Republic[73]
- The Operation M.D.
- Beth Orton
- Ostava
- Our Lady Peace
- Owl Post
- Ozma

## P
- Pale Saints
- Panic! at the Disco
- Parabelle
- Paramore
- Passion Pit[74]
- The Pastels
- Pato Fu
- Pavement
- Pearl Jam
- Pedro the Lion
- Pierce the Veil[75]
- Pendragon
- Pendulum
- Pere Ubu
- A Perfect Circle
- Peter Bjorn and John
- Liz Phair
- Phantom Planet
- Phoenix
- The Pillows
- Pinback
- Pixies
- Plain White T's[76]
- Placebo
- Plimsouls
- Pluto
- Poe
- Poets of the Fall
- The Pogues
- Polvo
- The Polyphonic Spree
- Pond
- Poor Old Lu[77]
- Pop Will Eat Itself
- Porno for Pyros
- Portishead
- The Posies
- The Postal Service
- Poster Children
- The Presidents of the United States of America
- The Pretenders
- The Pretty Reckless
- Primal Scream
- The Primitives
- Primitive Radio Gods
- Primus
- The Prodigy
- The Psychedelic Furs
- Public Image Ltd.
- Puddle of Mudd[78]
- Pulled Apart By Horses
- Pulp
- Pussy Galore
- Pupil
- Pylon

## Q
- Queens of the Stone Age
- Quix*o*tic

## R
- Ra Ra Riot[79]
- The Raconteurs
- The Radio Dept.
- Radiohead
- Rage Against The Machine
- The Railway Children
- The Rain
- Rain Parade
- Rapeman
- Raveonettes
- Razorlight
- Recovery Child
- Red Hot Chili Peppers
- Red House Painters
- The Red Jumpsuit Apparatus
- Red (band)
- Redd Kross
- Reef
- Regina Spektor
- Relient K
- R.E.M.
- Remy Zero
- Renegade Soundwave
- The Rentals
- The Replacements[56]
- Republica
- Revenge
- Ride
- Rise Against
- Rivermaya
- Rocket from the Crypt
- The Rockfords
- Rooney
- Roses Are Red
- Royal Trux
- Royal Republic
- The Rubens

## S
- Safetysuit
- Said the Whale
- Sahara Hotnights
- Sambomaster
- Sam Roberts
- Saosin
- Say Anything
- SCH
- School of Fish
- Scratch Acid
- Screaming Jets
- Screaming Trees
- The Script
- Seaweed
- Sebadoh
- Secondhand Serenade
- Semisonic
- The Servants
- Seven Mary Three
- The Shamen
- Shearwater
- Shed Seven
- Shellac
- The Shins
- Shiny Toy Guns[80]
- Short Stack
- Shout Out Louds
- Shudder to Think
- Sick Puppies
- Sigur Rós
- Silverchair
- Silversun Pickups
- The Silver Jews
- Simple Plan[81]
- Simple Minds
- Siouxsie and the Banshees
- Sixpence None the Richer
- Sister Hazel
- The Sisters of Mercy
- Six Finger Satellite
- Skin Yard
- Skinny Puppy
- Skunk Anansie
- Skye Sweetnam
- Sleater-Kinney
- Sleeper
- Sleigh Bells
- Slint
- Sloan
- Slowdive
- The Smashing Pumpkins
- Smoking Popes
- Smash Mouth[82]
- Elliott Smith
- Patti Smith
- The Smiths
- The Smithereens
- Snowcake
- Snow Patrol
- Social Code
- Social Distortion
- Soda Stereo
- Sol Seppy
- Some Velvet Sidewalk
- Something Corporate
- Sonic Boom (aka Spectrum)
- Sonic Youth
- Sons of Day
- Son of Dork
- Sort Sol[83]
- Soul Asylum
- Soul Coughing
- The Sounds
- Soundgarden
- South Cry
- Soup Dragons
- Spacehog
- Spacemen 3
- Sparta
- Spiritualized
- Spirit of the West
- Splendora
- Sponge
- The Spoons
- Spoon
- Stabbing Westward
- Starflyer 59
- The Starlings
- Stars
- Starsailor
- State Radio[84]
- Stereolab
- Stereophonics
- Steve Adey
- Stone Sour
- Stone Temple Pilots
- Story Of The Year
- The Stone Roses
- The Stranglers
- The Strokes
- The Subways
- Sublime
- Suede
- Suicide Silence
- Sugar
- Sugar Ray[85]
- The Sugarcubes
- Sugarcult
- Sum 41[86]
- The Sundays
- Sunny Day Real Estate
- Sunrise Avenue[87]
- Superchick
- Superchunk
- Superdrag
- The Superjesus
- Super Furry Animals
- Supergrass
- Surrounded
- Swans
- Switchfoot
- Matthew Sweet
- Swervedriver

## T
- TAD
- Tagada Jones
- Taking Back Sunday
- Takida
- Talk Talk
- The Talking Heads
- Tapes 'n Tapes
- Tappi Tíkarrass
- The Tea Party
- Tegan and Sara
- The Tears
- The The
- Team Sleep
- Teenage Fanclub
- Texas[88]
- The Telescopes
- Temple of the Dog
- Anna Ternheim
- Terrible Things
- Test Icicles
- Th' Faith Healers
- That Dog
- The Good, the Bad, and the Queen
- Them Crooked Vultures
- Therapy?
- There For Tomorrow
- They Might Be Giants
- Thin White Rope
- Thinking Fellers Union Local 282
- Third Eye Blind
- Thirteen Senses
- This Mortal Coil
- Three Days Grace
- Three Fish
- The Three O'Clock
- Thousand Foot Krutch
- Throwing Muses
- Tiger Please
- TISM
- Toadies
- Toad the Wet Sprocket
- Tokio Hotel
- Tokyo Police Club
- The Pretty Reckless
- Tones on Tail
- Tonic
- Tonight Alive
- Too Much Joy
- Tragically Hip
- Train
- Transvision Vamp
- Trapt
- Trashcan Sinatras
- Travis
- The Trews
- Tripping Daisy
- KT Tunstall
- TV on the Radio
- Tweaker
- Twin Atlantic
- Two Door Cinema Club

## U
- The U-Men
- Ugly Casanova
- Ultra Vivid Scene
- Ultravox
- Uncle Tupelo
- Uniklubi
- Unrest
- Unsane
- Urge Overkill
- The Used[89]
- Uverworld
- U2

## V
- The Vaccines
- Vast
- Vampire Weekend
- The Vaselines
- Suzanne Vega
- Verona
- VersaEmerge
- Versus
- Vertical Horizon
- Veruca Salt
- The Verve
- The Verve Pipe
- Vib Gyor
- The Vines
- Violent Femmes
- The Virgins
- Volbeat
- Volcano Suns
- The Von Bondies
- Voxtrot

## W
- Walk the Moon[90]
- Walk off the Earth
- Wakey!Wakey!
- The Wallflowers
- Walt Mink
- Wannadies
- The Waterboys
- Wavves
- Wax on Radio
- We the Kings
- We Are Scientists
- We Are The Ocean
- The Weakerthans
- The Wedding Present
- Ween
- Weeping Willows
- Weezer
- Wellwater Conspiracy
- Paul Westerberg
- The Whigs
- Jack White
- White Lies
- White Magic
- The White Stripes
- White Town
- Wilco
- Wild Strawberries
- Victoria Williams
- Wintersleep
- Wolf Parade
- The Wolfgang Press
- The Wolfhounds
- The Wombats
- The Wonder Stuff
- World Party
- Woodkid[91]
- WZRD

## X
- XTC
- X
- The xx

## Y
- Yeah Yeah Yeahs
- Yellowcard
- Yo La Tengo
- Thom Yorke
- You Am I
- You Me At Six
- Young the Giant
- Youngblood Hawke[92]
- Young Gods
- Young Guns
- The Young Veins

## Z
- Zebrahead[93]
- Zeeshan Zaidi
- Zoé
- Zonic Shockum
- Zox
- The Zutons
- Zwan
- ZZ Ward